# Андрианов, Юрий Александрович
Ю́рий Алекса́ндрович Андриа́нов (род. 25 апреля 1952, Москва) — российский кёрлингист, тренер по кёрлингу, спортивный судья, спортивный функционер, муниципальный деятель.

## Биография
Юрий Александрович Андрианов родился 25 апреля 1952 года в Москве, СССР.
Мастер спорта России (кёрлинг).
Судья всероссийской категории по кёрлингу (кёрлинг, 2017).
Заслуженный тренер России. Подготовил призёров чемпионатов и Кубков России, чемпионатов Европы. Главный тренер сборных команд России по кёрлингу (2001, 2005—2010).
Президент Федерации кёрлинга Москвы.
Вице-президент Федерации кёрлинга России.

### Образование
- Московский институт инженеров транспорта (1975);[6]
- Академия ФСБ России (1990);
- Академия народного хозяйства при Правительстве РФ (1997);
- Московская государственная академия физической культуры (Малаховка, 2010).

### Муниципальный депутат
Неоднократно избирался депутатом органов местного самоуправления района Люблино, возглавлял районные органы местного самоуправления.
На прошедших в единый день голосования 10 сентября 2017 года выборах в Совет депутатов муниципального округа Люблино был снова избран депутатом.
19 сентября 2017 года на первом заседании вновь избранного Совета депутатов муниципального округа Люблино повторно избран Главой муниципального округа Люблино.

## Результаты как тренера национальных сборных
| Год  | Турнир                                           | Сборная              | Место |
| ---- | ------------------------------------------------ | -------------------- | ----- |
| 2000 | Чемпионат мира по кёрлингу среди юниоров 2000    | Россия (юниоры жен.) | 7     |
| 2001 | Чемпионат мира по кёрлингу среди юниоров 2001    | Россия (юниоры муж.) | 9     |
| 2001 | Чемпионат Европы по кёрлингу 2001                | Россия (мужская)     | 13    |
| 2002 | Чемпионат мира по кёрлингу среди юниоров 2002    | Россия (юниоры муж.) | 5     |
| 2003 | Зимняя Универсиада 2003                          | Россия (мужская)     | 10    |
| 2003 | Чемпионат мира по кёрлингу среди юниоров 2003    | Россия (юниоры муж.) | 10    |
| 2005 | Первенство Европы по кёрлингу среди юниоров 2005 | Россия (юниоры жен.) | 1     |
| 2005 | Чемпионат Европы по кёрлингу 2005                | Россия (мужская)     | 10    |
| 2005 | Чемпионат Европы по кёрлингу 2005                | Россия (женская)     | 8     |
| 2006 | Первенство Европы по кёрлингу среди юниоров 2006 | Россия (юниоры муж.) | 2     |
| 2006 | Зимние Олимпийские игры 2006                     | Россия               | 5     |
| 2007 | Чемпионат Европы по кёрлингу 2007                | Россия (мужская)     | 14    |
| 2008 | Чемпионат Европы по кёрлингу 2008                | Россия (мужская)     | 15    |
| 2009 | Первенство Европы по кёрлингу среди юниоров 2009 | Россия (юниоры муж.) | 2     |
| 2009 | Чемпионат Европы по кёрлингу 2009                | Россия (мужская)     | 12    |